# ファー・ノース・クイーンズランド

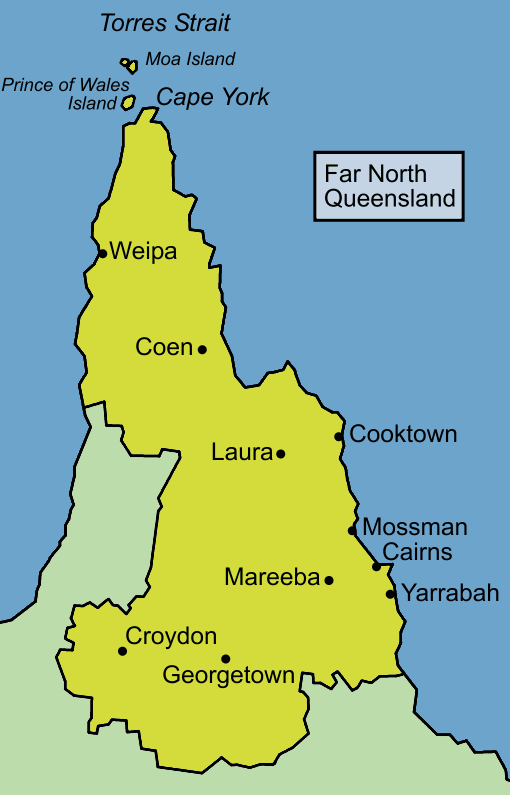
ファー・ノース・クイーンズランド

ファー・ノース・クイーンズランド (Far North Queensland, FNQ) は、クイーンズランド州の最も北の地域である。

## 地理
この地域はケアンズを中心に、北部の熱帯雨林地域やトレス海峡諸島などを含む。
政府機関によってしばしば異なった定義を持つ。クイーンズランド政府計画部は10の地方統治区域および2カ所のアボリジニ居住地域を定義している。オーストラリア統計局では、ヨーク岬半島（南西地区を除くカーペンタリア湾の北部地域）とトレス海峡諸島の大部分を含み、ヒンチンブルック島とカードウェルの南部までをファー・ノース・クイーンズランド地域と定義しているが、しかし、タウンズビルはこの地域に含まれない。また、これより大きい定義が他の州政府によって使用されており、クック、クロイドン、Ethridge、及びアボリジニ居住区であるアラクーン、ロックハート・リバー及びトレス諸島の地方自治体が含まれ、この場合、総面積は272,655.2 km2である。

## 都市・人口
この地域の人口集中地域及び行政の中心はケアンズである。クックタウンやアサートン高原、ウェイパ、トレス海峡諸島にもまた人口が集中している。
この地域には多くのアボリジニのコミュニティーがある。オーストラリア統計局では、この地域の人口は231,494人であり、そのうち117,531人がケアンズで生活していると推定している。この地域は、クイーンズランド州のアボリジニ人口の25.6%が生活しており、かつこの地域の人口の11.8%を占める。

## 産業
この地域における主要な産業は、観光業や畜産業、サトウキビやトロピカル・フルーツなどの農業、及び砂やボーキサイトなどの採掘が盛んである。

## 観光
世界遺産（自然遺産）であるグレートバリアリーフ（世界最大のサンゴ礁地帯）やクイーンズランドの湿潤熱帯地域を抱えており、広大なサンゴ礁と熱帯雨林の大自然が残る。
ケアンズの沖合いにはグリーン島があり、その周辺にはグレートバリアリーフが広がっている。一方、ケアンズの南西側はアサートン高原という丘陵地帯となっており、キュランダやマリーバ、アサートンなどの町がある。高原には熱帯雨林や湿原、アリ塚が点在する乾燥地帯など多様な環境が織り成している。
ケアンズ西方のキュランダには熱帯雨林の他にコアラガーデン（動物園）やマーケットなどがあり、ケアンズからは車の他にQR（クイーンズランド鉄道）トラベルトレインによる観光列車「キュランダ高原列車」や広大な熱帯雨林を眼下に望むことができるロープウェイ「スカイレール」に乗って行くことができる。またケアンズよりキュランダを経由して約63kmの地点にある草原に覆われた町・マリーバは、熱帯雨林に覆われたキュランダと近距離にありながら、1年のうちおよそ300日が「サンシャイン・ディ」と言われるほど晴天率が高いことで有名で、その気候などを生かして熱気球ツアーや7月にはロデオ大会も行われている。
この他にも、スカイレールのスミスフィールド駅に隣接する先住民族の文化を伝えるテーマパーク「ジャプカイ・アボリジニ・カルチャーパーク」、動物園としてケアンズ市街より北へ約25km地点にある「ケアンズトロピカルズー&ナイトズー」や同じく北へ約40km地点にある「ハートリースクロコダイルアドベンチャーズ」、さらに同市街より南へ約100km地点に位置し、スペイン風の城をイメージした建物と庭園が広がる「パロネラ・パーク」など様々な観光スポットが存在する。
これらの観光地域はケアンズから移動が容易であることから、多くのツアーが組まれている。